# تداخل الکترومغناطیسی

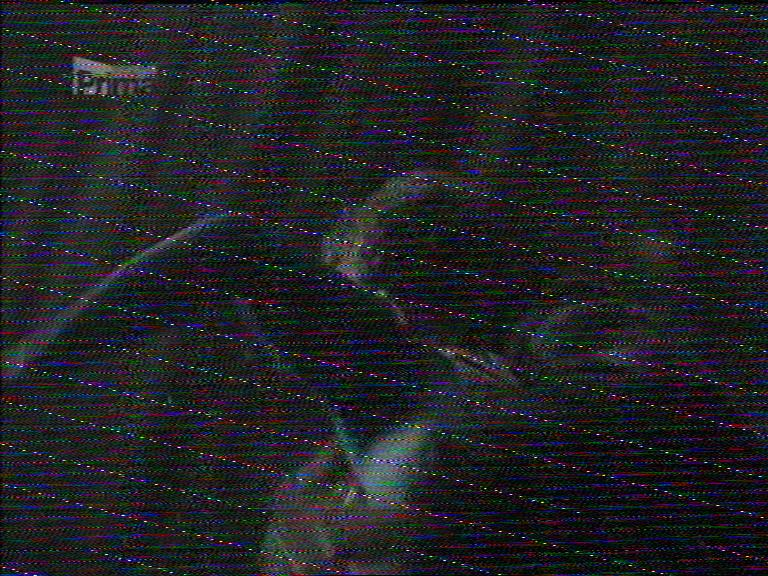
شکل ۱:تأثیر تداخل الکترومغناطیسی که در تصویر تلویزیون آنالوگ دیده می‌شود

تداخل الکترومغناطیسی (به انگلیسی: Electromagnetic Interference, EMI)، برای یک موج الکترومغناطیس، تداخلِ حاصل از القای الکترومغناطیسی یا برهم‌نهی با دیگر امواج الکترومغناطیسی منتشرشده در فضاست. این اختلال ممکن است عملکرد مدار را کاهش دهد یا حتی از آن جلو بگیرد.  
نام دیگر تداخل الکترومغناطیسی، تداخل رادیویی (به انگلیسی: Radio Frequency Interference, RFI) است.

## تعریف
هرگاه در طیف فرکانس‌های رادیویی، سیگنال اغتشاشی، که از سوی یک منبع بیرونی (خارج از مدار یا دستگاه موردنظر) تولید شده، از راه القاء الکترومغناطیسی، القاء الکترواستاتیکی یا حتی هدایت، روی مدار الکتریکی اثر بگذارد، تداخل رادیویی روی داده‌است.

## تأثیر
تداخل می‌تواند کارایی سیستم را کاسته یا حتّی آن را از کار بیندازد. در انتقال داده‌ها، این اثر به صورت افزایش نرخ خطا در داده‌ها، یا حتی از دست رفتن همه داده‌ها بروز می‌کند. هر منبع طبیعی یا انسان‌ساخته که باعث تغییرات جریان یا ولتاژ شود، می‌تواند به تداخل الکترومغناطیسی بینجامد. برای نمونه، تولید جرقه در شمع‌های خودرو، تلفن همراه، رعدوبرق، توفان خورشیدی و شفق‌ قطبی، نمونه‌هایی از منابع تداخل الکترومغناطیسی ساختۀ انسان یا طبیعی هستند.

## تاریخچه
در گذشته‌، تداخل امواج الکترومغناطیسی بر امواج بلند (LW) بارز بود و مزاحم دریافت امواج ایستگاه‌های رادیویی در این باند فرکانسی می‌شد. یکی از دلایل کنار گذاشتن امواج بلند در ارسال رادیویی همین مشکل بوده‌است. در گیرنده‌های AM، اثرپذیرترین باند فرکانسی، امواج متوسط (MW) است. هنگام رعدوبرق، گاهی می‌شد که صدای حاصل از آذرخش را در رادیوی AM شنید.
تداخل الکترومغناطیسی بر تلفن همراه، رادیوی FM، تلویزیون (به‌ویژه تلویزیون آنالوگ) هم اثر می‌گذارد. هم‌چنین، تداخل‌ الکترومغناطیسی بر رصدها یا ستاره‌شناسی مبتنی بر امواج رادیویی کیهان نیز اثر می‌گذارد.